# Charles Heggie
Charles Winton Heggie (ur. 26 września 1862 w Glasgow, zm. 15 lipca 1925 w Perth) – szkocki piłkarz występujący na pozycji napastnika.
W reprezentacji Szkocji wystąpił jeden raz, 20 marca 1886 w wygranym 7:2 meczu British Home Championship z Irlandią Północną i strzelił wówczas cztery gole.